# Parastasia oberthueri
Parastasia oberthueri är en skalbaggsart som beskrevs av Ohaus 1900. Parastasia oberthueri ingår i släktet Parastasia och familjen Rutelidae. Inga underarter finns listade i Catalogue of Life.